# Пливање на Летњим олимпијским играма 2020 — 10 км маратон за мушкарце
Пливачка маратонска трка на 10 километара за мушкарце на Летњим олимпијским играма 2016. одржана је последњег дана пливачких такмичења 5. августа 2021. на локалитету Одаиба у Токију, са почетком од 18:30 часова по локалном времену. Учестовало је укупно 26 такмичара из 23 земље. Било је то четврто олимпијско финале у овој дисциплини од њеног званичног уврштавања у Олимпијски програм у Пекингу 2008. године.
Титулу олимпијског победника и златну медаљу освојио је немачки пливач Флоријан Велброк који је трку испливао у времену од 1:48:33,7 сати. Нешто више од 25 секунди заостатка је имао другопласирани Криштоф Рашовски из Мађарске, док је бронзану медаљу освојио репрезентативац Италије Грегорио Палтринијери. Бранилац златне медаље из Рија 2016, Холанђанин Фери Вертман је трку завршио на седмом месту са нешто мање од три минута заостатка за победником. 

## Освајачи медаља
|                        | Резултат  |                        | Резултат  |                             | Резултат  |
|                        |           |                        |           |                             |           |
| Флоријан Велброк (GER) | 1:48:33,7 | Криштоф Рашовски (HUN) | 1:48:59,0 | Грегорио Палтринијери (ITA) | 1:49:01,1 |

## Резултати
| Плас. | Пливач                | Држава                    | Време         | Заостатак за победником | Нап. |
| ----- | --------------------- | ------------------------- | ------------- | ----------------------- | ---- |
|       | Флоријан Велброк      | Немачка                   | 1:48:33,7     |                         |      |
|       | Криштоф Рашовски      | Мађарска                  | 1:48:59,0     | +25,3                   |      |
|       | Грегорио Палтринијери | Италија                   | 1:49:01,1     | +27,4                   |      |
| 4     | Матан Родити          | Израел                    | 1:49:24,9     | +51,2                   |      |
| 5.    | Атанасиос Кинијакис   | Грчка                     | 1:49:29,2     | +55,5                   |      |
| 6.    | Марк Антоан Оливије   | Француска                 | 1:50:23,0     | +1:49,3                 |      |
| 7.    | Фери Вертман          | Холандија                 | 1:51:30,8     | +2:57,1                 |      |
| 8.    | Мајкл Макглин         | Јужноафричка Република    | 1:51:32,7     | +2:59,0                 |      |
| 9.    | Хау Ли Фан            | Канада                    | 1:51:37,0     | +3:03,3                 |      |
| 10.   | Џордан Вилимовски     | Сједињене Америчке Државе | 1:51:40,2     | +3:06,5                 |      |
| 11.   | Роб Муфелс            | Немачка                   | 1:53:03,3     | +4:29,6                 |      |
| 12.   | Кај Едвардс           | Аустралија                | 1:53:04,0     | +4:30,3                 |      |
| 13.   | Тајшин Минамиде       | Јапан                     | 1:53:07,5     | +4:33,8                 |      |
| 14.   | Марио Санцуло         | Италија                   | 1:53:08,6     | +4:34,9                 |      |
| 15.   | Давид Фаринанго       | Еквадор                   | 1:53:09,8     | +4:36,1                 |      |
| 16.   | Филип Зајдлер         | Намибија                  | 1:53:14,1     | +4:40,4                 |      |
| 17.   | Данијел Делгадиљо     | Мексико                   | 1:53:14,4     | +4:40,7                 |      |
| 18.   | Алберто Мартинез      | Шпанија                   | 1:53:16,4     | +4:42,7                 |      |
| 19.   | Кирил Абросимов       | Руски олимпијски комитет  | 1:54:29,3     | +5:55,6                 |      |
| 20.   | Усама Мелули          | Тунис                     | 1:56:33,3     | +7:59,6                 |      |
| 21.   | Виталиј Худјаков      | Казахстан                 | 1:57:53,7     | +9:20,0                 |      |
| 22.   | Вилијам Јан Торлеј    | Хонгконг                  | 1:58:33,4     | +9:59,7                 |      |
| 23.   | Тијаго Кампос         | Португалија               | 1:59:42,0     | +11:08,3                |      |
| 24.   | Матеј Козубек         | Чешка                     | 2:01:52,1     | +13:18,4                |      |
| 25    | Хектор Пердју         | Уједињено Краљевство      | Нису завршили | Нису завршили           |      |
| 25    | Давид Обри            | Француска                 | Нису завршили | Нису завршили           |      |